# J Beez wit the Remedy
Albums de Jungle Brothers
Done by the Forces of Nature
(1989) Raw Deluxe
(1997)
Singles
1. 40 Below Trooper
Sortie : 1993

J Beez wit the Remedy est le troisième album studio des Jungle Brothers, sorti le 22 juin 1993.
L'album s'est classé 9e au Heatseekers et 52e au Top R&B/Hip-Hop Albums.

## Liste des titres
| No  | Titre                     | Contient un (des) sample(s) de | Durée |
| --- | ------------------------- | --- | ----- |
| 1.  | 40 Below Trooper          | | 3:57  |
| 2.  | Book of Rhyme Pages       | I'm Glad You're Mine d'Al Green | 4:44  |
| 3.  | My Jimmy Weighs a Ton     | Spinning Wheel de Wade Marcus | 3:37  |
| 4.  | Good Ole Hype Shit        | Public Enemy No. 1 de Public Enemy | 3:31  |
| 5.  | Blahbludify               | | 2:33  |
| 6.  | Spark a New Flame         | | 4:24  |
| 7.  | I'm in Love with Indica   | Supermarket Blues d'Eugene McDaniels Come in Out of the Rain de Parliament Dirt des Stooges                                                                     | 4:14  |
| 8.  | Simple as That            | Sing a Simple Song de Sly and the Family Stone 9 'Til 5 des Meters                                                                                              | 3:53  |
| 9.  | All I Think About Is You  | Sneakin' in the Back de Tom Scott and The L.A. Express Down on the Avenue du Fat Larry's Band Last Night Changed It All (I Really Had a Ball) d'Esther Williams | 4:08  |
| 10. | Good Lookin Out           | Let Us Go to Higher Heights de Carlos Garnett | 3:31  |
| 11. | JB's Comin Through        | | 1:57  |
| 12. | Spittin Wicked Randomness | | 3:32  |
| 13. | For the Headz at Company  | | 3:08  |
| 14. | Manmade Material          | | 3:11  |